# Amanti di Gotha
Amanti o amanti di Gotha, è il nome di un doppio ritratto realizzato dal Maestro del Libro di casa nella seconda metà del XV secolo (probabilmente intorno al 1480). Il lavoro venne inizialmente attribuito a vari pittori, come Hans Schüchlin, Hans Holbein il Vecchio, Matthias Grünewald e Albrecht Dürer. È il primo doppio ritratto di grande formato nella pittura tedesca a rappresentare una scena profana (non liturgica).

## Descrizione dell'immagine
L'immagine ha un formato di 104 × 80 cm. ed è dipinto in un tono fresco. È molto ricca di contrasti e dettagli nei quali trasuda una naturale freschezza e grazia che rompe la rigorosa stilizzazione del tono freddo di base. 
L'immagine mostra due persone amorevolmente poste sotto due nastri e lo stemma del conte di Hanau. L'uomo indossa una corona di rose selvatiche come segno d'amore. La figura femminile tiene, nelle mani, una "corda"  (cfr. testo nel nastro) e una piccola rosa come simboli d'amore. La "corda" era un simbolo attaccato alle vesti e risale all'Antico Testamento. 
Lo stemma di Hanau rappresentava la contea di Hanau-Munzenberg nel momento in cui l'immagine fu creata intorno al 1480. Le persone raffigurate sono quindi molto probabilmente il conte Filippo I di Hanau-Münzenberg (1449–1500) e Margarete Weißkirchner, con cui visse dopo la morte della moglie, Adriana di Nassau-Dillenburg (1449-1477). L'immagine potrebbe essere stata realizzata durante uno dei suoi viaggi in Terra santa (1483 e 1491).

## Contenuto e interpretazione
Uno striscione in due parti sormonta la coppia. Oltre all'iniziale ("S" decorativa) del detto destro opposta all'adornata "U" sul lato sinistro, il contenuto della conversazione indica anche che l'affermazione della donna nella metà destra dell'immagine è all'inizio e l'uomo risponde all'affermazione. Il testo sul nastro del dipinto recita: 
- Donna (striscione sul lato destro della foto): Sye hat uch nyt gantz veracht Dye uch dsz Schnürlin hat gemacht
- Uomo (striscione sul lato sinistro della foto): Un byllich het Sye esz gedan Want Ich han esz sye genissen lan.

Tradotto nel tedesco di oggi, il testo è approssimativamente il seguente: 
Donna: Colei che ti ha dato la corda, ti ama molto.
Uomo: E giustamente l'ha fatto, e probabilmente la lascerò andare.
È una promessa di lealtà da parte della coppia, che - come evidenziato dall'abbigliamento e dalla consegna della corda - è presentata in modo adeguato alla classe sociale. L'uomo promette di prendersi cura della donna nel futuro in comune. Questo è interessante in quanto fonti storiche mostrano che la coppia apparentemente non è sposata. La ragione di ciò è che Margarete Weißkirchner era di origine borghese e quindi non adatta a sposare un conte.

## Mostra

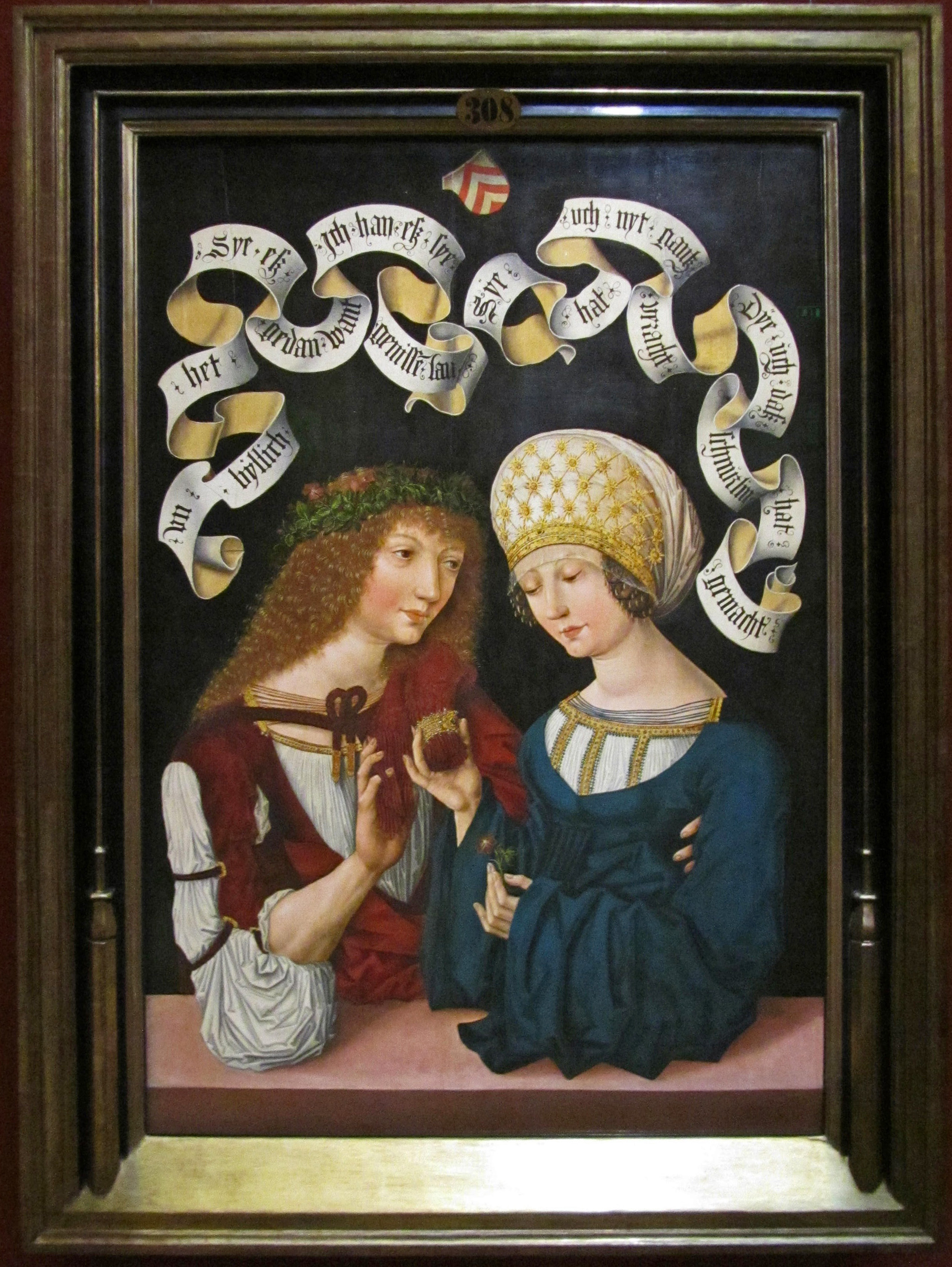
Gli amanti di Gotha nella mostra del Museo ducale

L'immagine è a Gotha almeno dal 1844 ed è ora parte della collezione di dipinti della Fondazione Schloss Friedenstein Gotha. Dopo un restauro, è stata esposta nel Museo del Castello Friedenstein dal 1997. Dall'ottobre 2013 è uno dei pezzi salienti della collezione di dipinti dei duchi di Gotha da vedere nel riaperto Museo ducale. 
Un'immagine completamente parallela con il corrispondente testo di Magonza è solo copiata nel libro di famiglia della famiglia Eisenberger e, dalla stessa iscrizione, sembra improbabile che si tratti di una copia.